# جبل إفرست

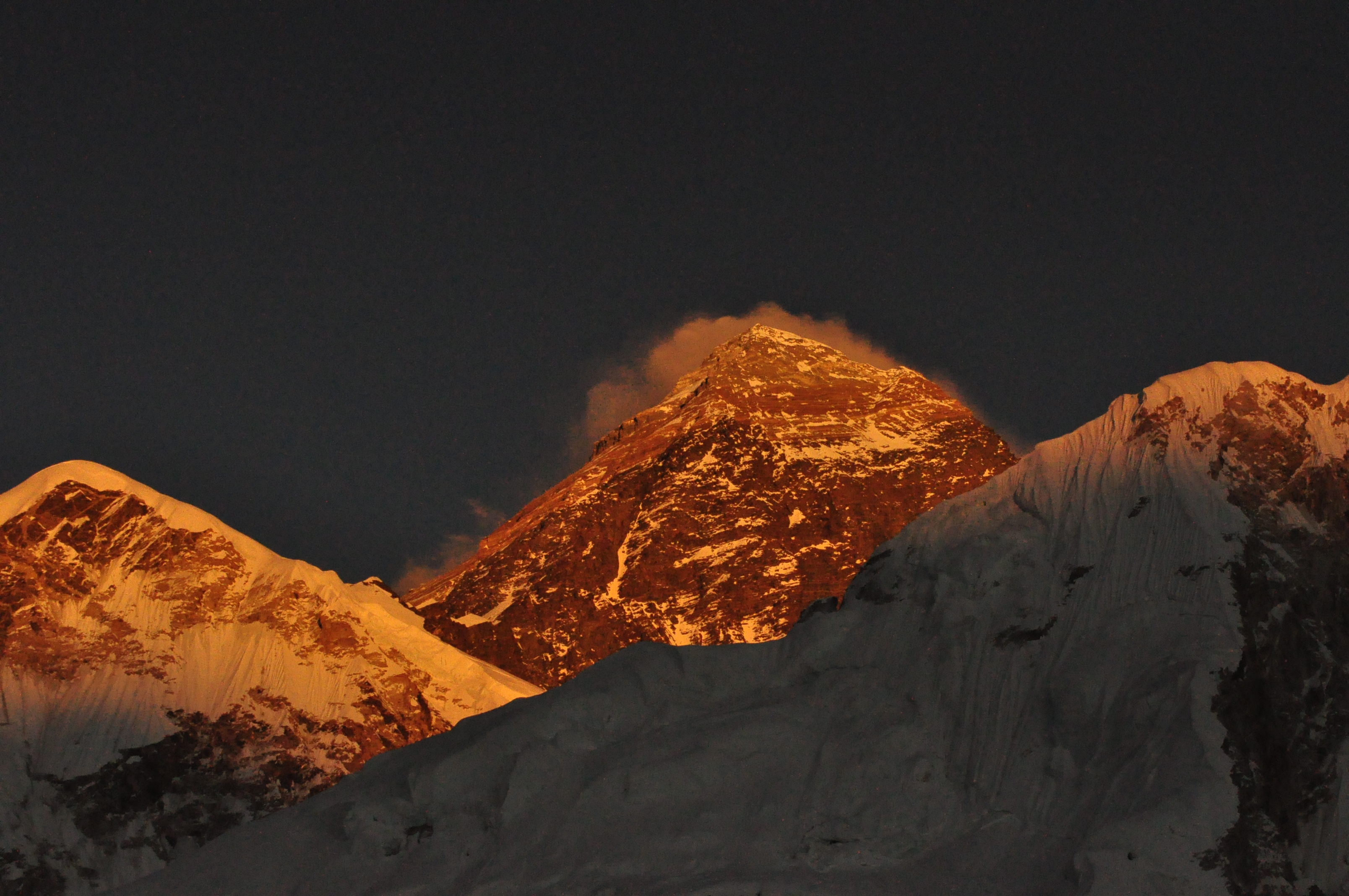
لقطة لقمة إفرست، والشمس تضرب القمة فتجعلها ذهبية بين الثلوج.

جبل إيفرِستْ (بالإنجليزية Mount Everest، بالتبتية تشومولانغما وبالنيبالية ساجارماثا) أعلى جبل على وجه الأرض، حيث يرتفع إلى حوالي 9كم او 8848 مترا عن سطح البحر. وهو أحد الجبال التي تتكوّن منها سلاسل جبال الهملايا، على حدود الصين (التبت) ونيبال (ساجارماثا) وشمالي الهند.
اكتشفه الأوروبيون أول مرة في 1847 وبعد بضع سنوات من الملاحظات والحسابات، قدر ارتفاعه بـ 8848 متر وعرف كأعلى قمة في العالم. هذه الميزة كانت وراء التسمية «إفرست» التي اعتمدها الغرب في عام 1865، وشهدت عشرينيات القرن السابق إقبالا من المتسلقين الذين رغبوا في الوصول للقمة الأعلى. لم تنجح عدة حملات، وخاصة البريطانية منها، في الوصول من جهة الشمال. أوقعت الظروف الجوية القاسية أول الضحايا، كان من بينهم جورج مالوري وأندرو إيرفين في عام 1924، ولا يعرف على وجه اليقين إن كانا قد وصلا إلى القمة. في عام 1950، رخصت نيبال بالوصول إلى القمة من الجنوب ما سمح بتسلق التلال الجنوبية الشرقية، الأقل خطورة. أخيرا، وبعد ثلاث سنوات، تمكن إدموند هيلاري وتنزينج نورجاي من الوصول لقمة إفرست. ومنذ ذلك الوقت، توالت سلسلة من النجاحات من جميع الأنواع، وتأججت الأحلام الشعبية. ولكن في عام 1996، وقعت سلسلة من الحوادث المميتة أعادت التذكير بأخطار الجبل، ليفوق عدد الضحايا 200. صارت السياحة الجماعية شعبية، رغم تأثيرها على بيئة المكان ما استدعى إنشاء حديقة ساجارماثا الوطنية في عام 1976 ومحميات تشومولانغما الطبيعية في عام 1988. يقدر عدد الذين حاولوا تسلق الجبل بأزيد من 14 ألف متسلق منذ عام 1922، نجح أكثر من 4 ألف فقط في الوصول إلى القمة، أغلبيتهم استعان بـ «الشيربا» لحمل المتاع.

## التسمية
سُمي جبل إفرست بهذا الاسم نسبةً إلى البريطاني «سير جورج إفرست»، الذي اكتشف هذا الجبل في سنة 1856 ووصفه، بأنه أعلى الجبال، وذلك عندما كان يعمل مخططًا عامًا في الهند. وفي ذلك الوقت، قدر ارتفاع الجبل بمقدار 29002 قدم. ولكن عندما قيس ارتفاعه في فترة حديثة نسبيًا، وباستخدام مقاييس حديثة بلغ ارتفاعه 29028 قدمًا.

### الحالة

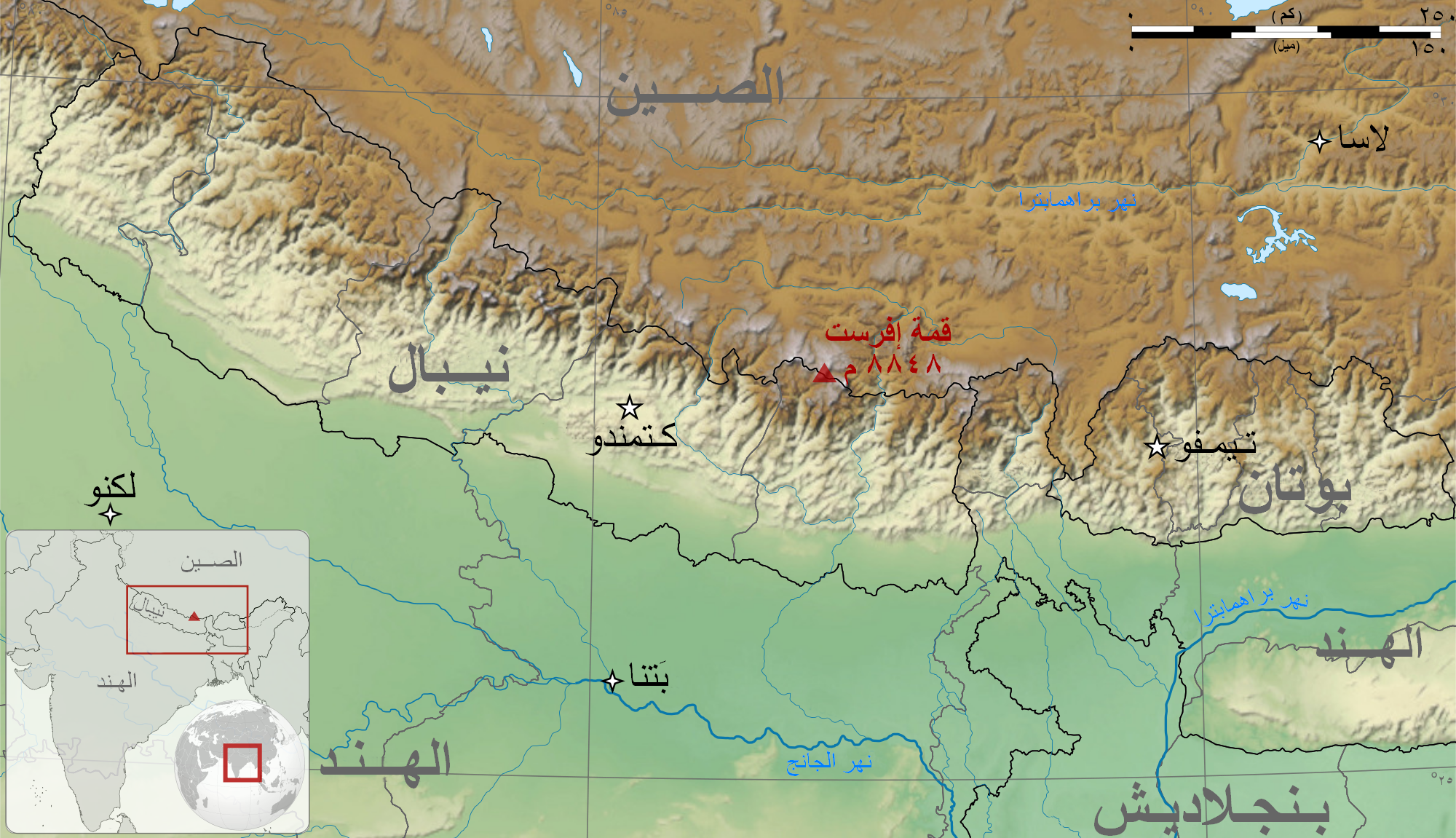
خريطة تموقع إفرست في سلسلة جبال الهملايا

يقع جبل إفرست على حدود بين الصين والنيبال ما بين منطقة التبت ذات الحكم الذاتي (مقاطعة شيغاتسي) الصينية ومنطقة سجارماتا النيبالية. ترتفع قمته 8848م بجبال ماهالانغور هيمال [الإنجليزية]، أحد جبال الهملايا، ويعتبر أعلى قمة في آسيا والأول في ترتيب قمم الجبال السبعة. يبعد الجبل بـ 160 كم شمال شرق مدينة كاتماندو، و260كم جنوب غرب تيمفو، 450كم جنوب غرب لاسا وحوالي 600كم شمال مدينة كلكتا وخليج البنغال. من بين القمم بعلو أكثر من 8000 متر الأقرب هي قمة جبل وستو، بعلو 8516م على بعد 3كم جنوبا، فقمة جبل ماكالو، ذات العلو 8463م وتبعد 20كم جنوب شرق، فقمة تشو أويو، بعلو 8201م على 28كم شمال غرب إفرست.

### الجيولوجيا
هو من الجبال الحديثة العمر من الناحية الجيولوجية. قد تشكل هذا الجبل من طبقات الحجر الجيري، التي ما زالت تندفع ببطء إلى أعلى بسبب تحرّكات الكتلة الأرضية أسفلها.

## نظرة عامة
أول رحلة وصول للقمة كانت سنة 1953، وبعدها تزايد اهتمام المتسلقين. رغم الجهد والاهتمام المصبوبين على البعثات الاستكشافية، إلا أن 200 شخص فقط وصلوا إلى القمة بحلول عام 1987. ظل جبل إفرست مشكلًا صعوبة في تسلقه لعقود من الزمن، حتى أن المحاولات الجادة من قبل المستقلين المحترفين والحملات الوطنية الضخمة، والتي كانت النمط السائد حينها حتى العصر التجاري، بدأت في تسعينيات القرن العشرين.
رغم أن الجبال الأقل ارتفاعا تملك مسالك تسلق أطول وأكثر وعورة وانحدارا، إلا أن قمة إفرست عالية جداً وتكمن خطورة هذا الشيء في ملامسة القمة للتيارات الهوائية النفاثة. يمكن للمتسلقين مواجهة رياح تصل سرعتها إلى 320 كم في الساعة (200 ميل في الساعة). في أوقات معينة من السنة، تتجه تلك التيارات شمالاً، موفرة بذلك فترات من الهدوء النسبي في الجبل. هنالك مخاطر أخرى تُحدق بالمتسلقين على هذا الجبل، منها تساقط الصخور، والأخاديد العميقة والعواصف والانهيارات الثلجية.
بحلول عام 2024، سجلت قاعدة البيانات الخاصة بجبال الهيمالايا 11,699 وصولًا لقمة الجبل قام بها 6,664 شخصًا مختلفًا، حيث تمكن 221 شخصاً من هؤلاء الأشخاص من الوصول إلى القمة بنجاح بدون استخدام الأوكسجين الإضافي.

### المحاولات الأولى
في عام 1885، أشار كلينتون توماس دينت، رئيس نادي الألب، إلى أن تسلق جبل إيفرست كان ممكنًا حسب ما أشار في كتابه «فوق خط الثلج».
اكتشف كل من جورج مالوري وغاي بولوك طريق الوصول شمالًا إلى الجبل من الجبل في أول حملة استطلاع بريطانية سنة 1921. كانت تلك بعثة استكشافية غير مجهزة في محاولة جادة لتسلق الجبل. بإرشاد من مالوري (الذي أصبح أول أوروبي تطأ قدماه حواف قمة إفرست)، تسلقت البعثة الممر الجبلي الشمالي على ارتفاع يبلغ 7005 متر (22982 قدم). من هناك، سلك مالوري طريقه إلى القمة، إلا أن طاقم البعثة لم يكن مستعدًا للمهمة الكبيرة المتمثلة في الصعود إلى القمة، ونزلوا.
عاد البريطانيون في حملة عام 1922. تسلق جورج فينتش محمّلًا بالأكسجين للمرة الأولى. صعد بصورة سريعة (290 مترًا في الساعة)، وبلغ ارتفاع 8320 مترًا، وهي المرة الأولى التي يصل فيها إنسان إلى ارتفاع تجاوز 8000 متر. قام مالوري وقاعد الفريق فيليكس نورتون بمحاولة ثانية لكنها باءت بالفشل.
كانت البعثة التالية في سنة 1924. أوقفت المحاولة الأولية التي قام بها مالوري وجوفري بروس عندما حالت ظروف الطقس دون إنشاء المخيم السادس. كانت المحاولة التالية لنورتون وسومرفيل، الذين تسلقا دون أكسجين وفي طقس مثالي الظروف، مجتازين الواجهة الشمالية للجبل وصولًا إلى الممر العظيم. تمكن نورتون من الوصول إلى ارتفاع 8550 مترًا، إلا أنه لم يتمكن من صعود أكثر من 50 مترًا في الساعة الأخيرة. جهز مالوري أجهزة الأكسجين للقيام بمحاولة أخيرة. اختار الشاب أندرو إرفين شريكًا له.
في الثامن من يونيو سنة 1924، حاول جورج مالوري وأندرو إرفين الوصول إلى القمة عن طريق الممر الشمالي المار بالأخدود الشمالي الشرقي، إلا أنهم لم يعودا من تلك الرحلة. في الأول من مايو سنة 1999، عثرت بعثة أبحاث مالوري وإرفين على جثة مالوري في الوجه الشمالي في حوض ثلجي أسفل وغرب الموقع المتعارف عليه للمعسكر السادس. ثار جدل في أوساط المتسلقين حول ما إذا كان أحدهما أو كلاهما وصل القمة قبل 29 عامًا من تأكيد أمان الصعود والنزول من على قمة إفرست من قبل السير إدموند هيلاري وتنسينغ نورجاي سنة 1953.
في سنة 1933، مولت ليدي هيوستن، مليونيرة بريطانية، رحلة هيوستن إفرست سنة 1933، التي شهدت تشكيل طائرتين بقيادة ماركيز كليدسدال للطيران فوق قمة إفرست.
حاولت الحملات الاستكشافية الأولى، كحملة تشارلز بروس في العشرينيات، ومحاولتي هيو رتليدج الفاشلتين في سنتي 1933 و1936، صعود الجبل من هضبة التيبت، عن طريق الوجه الشمالي للجبل. كان طريق الوصول إلى الجبل شمالًا مسدودًا أمام البعثات الاستكشافية الغربية سنة 1950 بعد سيطرة الصين على هضبة التيبت. في عام 1950، قام بيل تيلمان وفريق صغير ضم تشارلز هيوستن وأوسكار هيوستن وبيتسي كولز بحملة استكشافية إلى إيفرست عبر نيبال على طول الطريق الذي أصبح الآن الطريق الرئيسي لقمة إفرست من الجنوب.
حصلت البعثة السويسرية لجبل إيفرست عام 1952 بقيادة إدوارد ويس-دونانت على إذن بمحاولة الصعود من نيبال. أقامت البعثة طريقًا يمر عبر منحدر خومبو الثلجي صاعدًا إلى الأخدود الشمالي بارتفاع وصل إلى 7986 مترًا. تمكن ريموند لامبرت وشيربا تزينغ نورجاي من الوصول إلى ارتفاع يبلغ نحو 8595 مترًا على الحافة الجنوبية الشرقية، مسجلين رقمًا قياسيًا في ارتفاعات التسلق. برزت تجربة تينزنغ فائدتها عندما تعين ليكون جزءًا من البعثة البريطانية في عام 1953. تذكر إحدى المراجع أنه في تلك الحالة لم تكن هناك أية محاولة لصعود قمة إفرست، إلا أن جون هانت (الذي التقى الفريق في زيوريخ حين عودته) كتب أنه عندما «فشلت» البعثة السويسرية في الربيع، قرروا القيام بمحاولة أخرى لصعود القمة بعد انتهاء الرياح الموسمية في الخريف؛ رغم أن ذلك كان قد تقرر في شهر يونيو، إلا أن الفرقة الثانية وصلت بعد فوات الأوان، عندما كانت رياح الشتاء تهب على الجبل.

### أول صعود ناجح من قبل تنسينغ وهيلاري عام 1953
في سنة 1953، عادت إلى نيبال بعثة بريطانية تاسعة بقيادة جون هانت. اختار هانت زوجين من المتسلقين لمحاولة الوصول إلى القمة. وصل الزوج الأول، توم بورديلون وتشارلز إيفانز، إلى ارتفاع 100 متر عن القمة في 26 مايو سنة 1953، لكنهما عادا أدراجهما إلى الوراء بعد أن واجها مشاكل في الأكسجين. كما كان مخططًا له، كانت تجربتهما في إيجاد وشق الطريق وخزانات الأكسجين لديهما ذات عون كبير للزوج الآخر. بعد يومين، قام البعثة بمحاولتها الثانية تجاه القمة من قبل الزوج الثاني الذي شمل المتسلقين النيوزيلندي أدموند هيلاري و تينسينغ نورغاي النيبالي. وصلوا إلى القمة الساعة في تمام الساعة 11:30 بالتوقيت المحلي يوم 29 مايو عام 1953 عبر طريق الأخدود الجنوبي. وقتئذ، اعترف كلاهما بأن ما وصلوا إليه كانت جهد فريق من قبل البعثة بكاملها، ولكن تنسينغ كشف بعد سنوات قليلة أن هيلاري كان أول من وطأت قدمه القمة. توقفوا في القمة لالتقاط صور ودفنوا بعض الحلوى وصليب صغير في الثلج قبل النزول وأيضا نجاح الجزائريان مسعود سعدي وفريد شحطة بتسلق القمة بمفردهما وغرس العلم الجزائري على القمة سنة 2004.
وصلت أخبار نجاح البعثة إلى لندن صباح تتويج الملكة إليزابيث الثانية في الثاني من شهر يونيو. بعد بضعة أيام، أصدرت الملكة أوامر بتسليم كل من هانت (البريطاني) وهيلاري (النيوزيلاندي) أوسمة فروسية برتبة الإمبراطورية البريطانية لصعودهما القمة. منحت المملكة المتحدة تينسينغ، وهو مواطن هندي من شعب الشيربا النيبالي، وسام جورج.

## التاريخ
أعلى جبل في العالم ارتفع من البحر وسما فوق السحاب، وهذا ما جعله هدفاً مغرياً للمغامرين.
ألوان القمة: قد يتحول سكون مشهد الغروب وصفاؤه على جبل إفرست إلى ليال ونهارات من الضباب الدوار والعواصف الثلجية والانهيارات الثلجية المعاصرة.
على المنحدرات المتجمدة لجبل إفرست عثر على بقايا أسماك متحجرة، فدل ذلك على أن أعلى جبل في العالم كان منذ ملايين السنين في قاع البحر.
فمنذ حوالي 200 مليون سنة انفصلت شبه القارة الهندية عن قارةٍ جنوبيةٍ عظمى كبيرة جداً تدعى «غندوانا». واندفعت إلى الشمال الشرقي عبر البحر واصطدمت بالكتلة الأرضية الآسيوية. وكما يحدث عندما تصطدم سيارتان وجهاً لوجه، فتتهشمان وتتراصان ثم ترتفع كلٌ منهما باتجاه الأخرى، فإن هذا ما حصل مع هاتين الكتلتين الأرضيتين الهائلتين، عندما اصطدمت إحداهما بالأخرى، فتجعدتا وانطوتا ثم ارتفعتا لتشكلا أعلى الجبال في العالم، ومنها جبل إفرست الذي يبلغ ارتفاعه 8848 متراً.

## القياسات
يختلف المسّاحات فيما بينهم على الارتفاع الصحيح لجبل إفرست. وقد جاء في تقرير خاص ببعثة بريطانية قامت بمسح هذا الجبل في أوائل القرن التاسع عشر، أنّ ارتفاع الجبل 8,848م، ولكن التقدير غير الرسمي الشائع لارتفاع الجبل هو 8,882م.

## مناطق خطيرة
تغطي طبقات من الثلوج جوانب هذا الجبل، على الرغم من أن قممه وحوافه خالية من الثلوج بسبب شدة الرياح التي تهب عليها، علمًا بأن الظروف المناخية المحيطة بالجبل غير مناسبة على الإطلاق للحياة النباتية والحيوانية.